# Slovenska popevka 2012
Slovenska popevka 2012, slovenski festival zabavne glasbe, je bila skupno 37. slovenska popevka. Ob 50-letnici se je 15. septembra 2012 v organizaciji RTV Slovenija prvič odvijala v ljubljanski operni hiši. Prireditev sta vodila Mojca Mavec in Mario Galunič.
Strokovna žirija v sestavi Elze Budau, Neishe, Roka Lopatiča, Iva Umeka in Mateja Jevniška je veliko nagrado za skladbo v celoti podelila Matevžu Šaleharju - Hamu za skladbo Ti prihajaš. Hamo je bil tudi avtor besedila in glasbe, aranžma je prispeval Aleš Avbelj. Veliko nagrado občinstva je prejela skladba Naj nama sodi le nebo v izvedbi Nuše Derende in Marka Vozlja.

## Nastopajoči
| #   | Izvajalec                         | Naslov pesmi          | Avtor glasbe               | Avtor besedila             | Avtor aranžmaja | Uvrstitev na tel. glasovanju | Nagrada                  |
| --- | --------------------------------- | --------------------- | -------------------------- | -------------------------- | --------------- | ---------------------------- | ------------------------ |
| 1.  | Anika Horvat                      | Naravno               | Tomislav Jovanovič - Tokac | Tomislav Jovanovič - Tokac | Jaka Pucihar    | 14.                          |                          |
| 2.  | Gašper Rifelj                     | Manj je več           | Matjaž Jelen               | Leon Oblak                 | Aleš Avbelj     | 4.                           |                          |
| 3.  | Sergej Škofljanec                 | Ko si šla             | Tadej Vasle                | Tadej Vasle                | Gregor Forjanič | 5.                           |                          |
| 4.  | Darja Švajger                     | Ljubljena             | Aleš Klinar                | Anja Rupel                 | Primož Grašič   | 8.                           |                          |
| 5.  | Slavko Ivančič in Manca Izmajlova | Zdaj                  | Gaber Radojevič            | Miša Čermak                | Jaka Pucihar    | 3.                           |                          |
| 6.  | Lea Sirk                          | Čudovit je svet       | Lea Sirk                   | Lea Sirk                   | Lojze Krajnčan  | 9.                           | Najboljša interpretacija |
| 7.  | Katarina Mala                     | Zgoraj brez           | Marko Gregorič             | Marko Gregorič             | Gregor Forjanič | 6.                           | Najboljše besedilo       |
| 8.  | Nina Pušlar in Stiški kvartet     | Kdo še verjame        | Matjaž Vlašič              | Urša Vlašič                | Primož Grašič   | 2.                           |                          |
| 9.  | Matevž Šalehar - Hamo             | Ti prihajaš           | Matevž Šalehar - Hamo      | Matevž Šalehar - Hamo      | Aleš Avbelj     | 12.                          | Velika nagrada žirije    |
| 10. | Omar Naber                        | Sedem dni             | Omar Naber                 | Tina Muc                   | Lojze Krajnčan  | 13.                          |                          |
| 11. | Iva Stanič                        | Ko te ni              | Tone Hrabar                | Srečko Čož                 | Aleš Avbelj     | 7.                           |                          |
| 12. | Nuša Derenda in Marko Vozelj      | Naj nama sodi le nebo | Matjaž Vlašič              | Marko Vozelj               | Primož Grašič   | 1.                           | Velika nagrada občinstva |
| 13. | Anja Baš                          | Kaj je z mano?        | Edvin Fliser               | Diana Lečnik               | Gregor Forjanič | 10.                          |                          |
| 14. | Rudi Bučar                        | Še malo               | Rudi Bučar                 | Rudi Bučar                 | Aleš Avbelj     | 11.                          |                          |